# Lee Sang-min (cầu thủ bóng đá)
Đây là một tên người Triều Tiên, họ là Lee.
Lee Sang-Min (tiếng Hàn: 이상민; sinh ngày 14 tháng 9 năm 1986 ở Gangwon-do) là một cầu thủ bóng đá Hàn Quốc thi đấu cho Gyeongnam FC.

## Sự nghiệp

### Gyeongnam FC
Anh bắt đầu sự nghiệp tại một trong những câu lạc bộ hàng đầu Brasil, Coritiba Football Club. Anh có màn ra mắt lúc 17 tuổi. Phong cách thi đấu của anh được so sánh với tiền vệ người Brasil tại PSG Lucas Moura, khi bình luận viên khen ngợi về tốc độ, sức mạnh và kĩ thuật đều cả hai chân.
Anh trở lại Hàn Quốc năm 2008. Huấn luyện viên Gyeongnam FC Cho Kwang-Rae muốn ký hợp đồng với anh và đạt được thành công. Lee gia nhập Gyeongnam FC với cầu thủ nước ngoài mới Almir và được mang số áo 30. Anh được huấn luyện viên đánh giá là một cầu thủ tốt và có tiềm năng. Anh rời khỏi câu lạc bộ năm 2010 nhưng trở lại vào 4 năm sau đó. Tính đến 2017, anh không ở trong câu lạc bộ nào.